# تپه مشکنار
تپه مشکنار مربوط به دوره اشکانیان - دوره ساسانیان است و در شهرستان سرپل ذهاب، بخش مرکزی، دهستان قلعه شاهین، ۶۰ متری شمال روستای مشکنار واقع شده و این اثر در تاریخ ۲۷ اسفند ۱۳۸۷ با شمارهٔ ثبت ۲۶۲۸۹ به‌عنوان یکی از آثار ملی ایران به ثبت رسیده است.